# Climacium japonicum
Climacium japonicum är en bladmossart som beskrevs av Lindberg 1872. Climacium japonicum ingår i släktet Climacium och familjen Climaciaceae. Inga underarter finns listade i Catalogue of Life.

## Bildgalleri

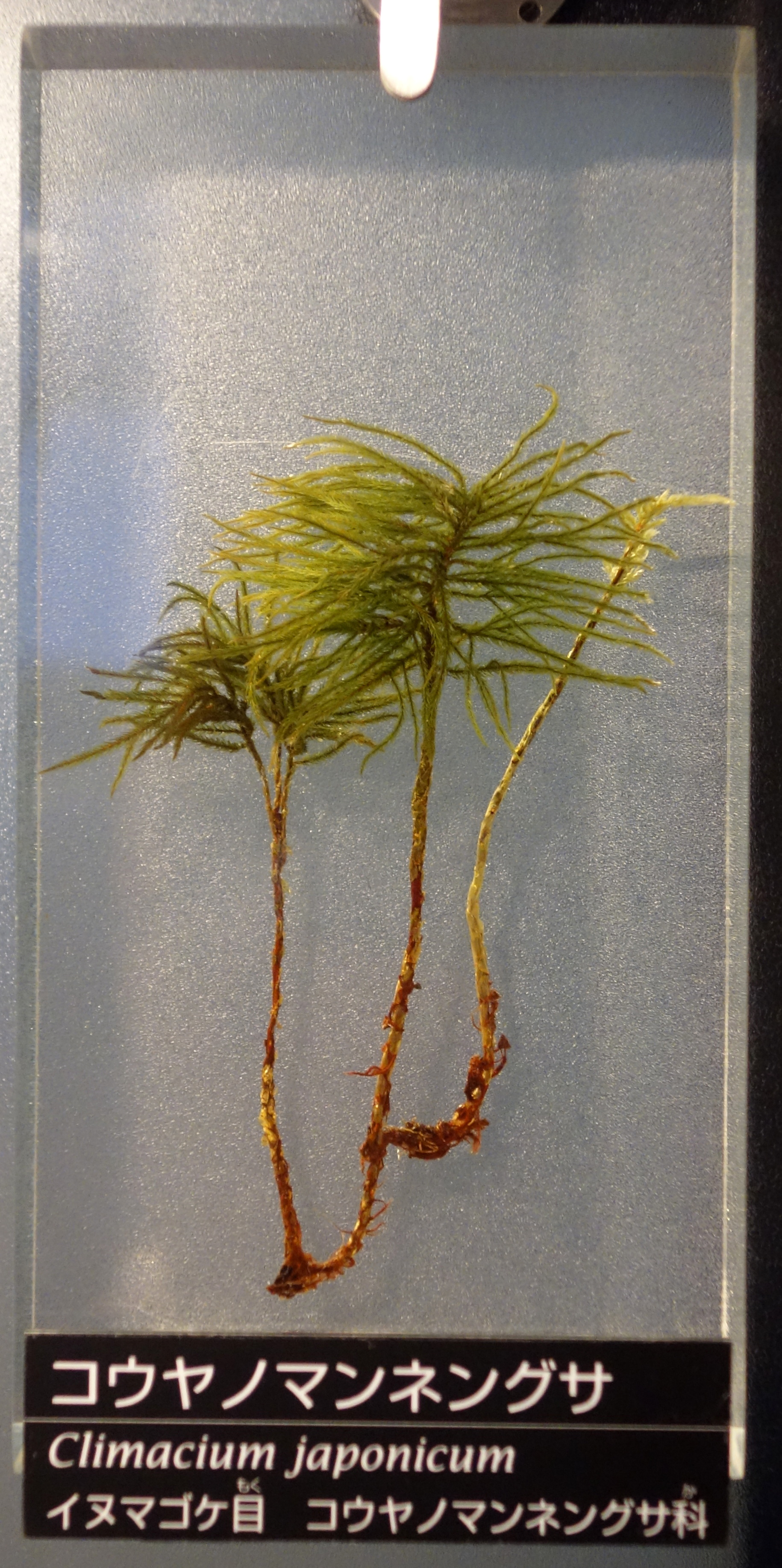